# Perichasma laetificata
Perichasma laetificata är en tvåhjärtbladig växtart som beskrevs av John Miers. Perichasma laetificata ingår i släktet Perichasma och familjen Menispermaceae. Utöver nominatformen finns också underarten P. l. obovata.